# Chadsia
Chadsia là một chi thực vật có hoa thuộc họ Fabaceae. Nó thuộc phân họ Faboideae.

## Các loài
This is (possibly) an incomplete Danh sách các loài in this genus.
- Chadsia andravinensis
- Chadsia coluteifolia
- Chadsia flammea
- Chadsia grandidieri
- Chadsia grandifolia
- Chadsia granitica
- Chadsia grevei Drake
- Chadsia irodoensis
- Chadsia jullyana
- Chadsia lantziana
- Chadsia longidentata
- Chadsia magnifica
- Chadsia majungensis
- Chadsia perrieri
- Chadsia racemosa
- Chadsia salicina
- Chadsia versicolor